# 플랫캡

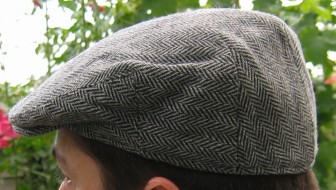

플랫캡(flat cap)은 앞쪽에 짧은 차양이 붙은 둥근 모자이다. 양모, 목면, 모직(가장 흔하다)으로 만든다. 뉴스보이캡과 유사하나, 모자의 양 옆이 머리에 바짝 붙어있고 뉴스보이캡보다 날렵하다.

## 같이 보기
- 야구 모자
- 뉴스보이캡